# Pstree

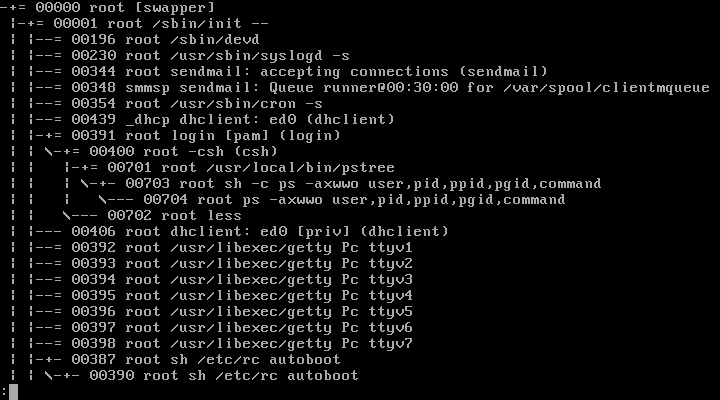
Imatge de l'arbre "pstree".

pstree és una ordre Unix que mostra els processos en execució en forma d'arbre. S'utilitza com una alternativa a l'ordre ps perquè facilita veure les relacions entre processos del sistema. L'arrel de l'arbre és sempre el procés init.